# دهستان رزکان
دهستان رزکان در بخش مرکزی شهرستان شهریار استان تهران قرار دارد.
رزکان یکی از ۶ دهستان اصلی شهرستان شهریار به شمار می‌آید

## روستاها
الورد، دهشاد بالا، دهشاد پایین، دینارآباد، اسکمان، قره تپه، رزکان، رضی آباد بالا، رضی آباد پایین

## رزکان در مشروطه
رزکان به عنوان یکی از شناخته‌ترین آبادیهای قدیمی، تاریخی و سرسبز می‌باشد که در زمان مشروطه ده مخبرالسلطنه بوده است، به طوری که در کتاب «عین الدوله و رژیم مشروطه» آمده است:جواب و سؤال سپهدار و سردار اسعد مجدداً این شد که آنها از رباط کریم بیایند به قاسم‌آباد و ما از راه علیشاه عوض که در تصرف ماست برویم قره تپه ده سپهدار، از آنجا سپهدار، سردار اسعد را ملاقات نموده قرار جدیدی بدهند که کلیه بر آن قرار داد رفتار نماییم. پس بنا شد از کرج حرکت کنیم. مجاهدین دسته دسته سان داده حرکت کردند. من هم با یکصد سوار از ولایتی و ترک به راه افتاده وقتی به قره تپه رسیدم دیدم منزل نیست. یکسره رفتم رزکان ده مخبرالسلطنه که باغ و عمارت ممتاز دارد و آنجا منزل کردم. طولی نکشید که یفرم با دستجات خود وارد شد یکسر آمد پیش من، سوارهای او هم با سوارهای من یک جا منزل کردند.
از قزوین تا این منزل میان من و یپرم خان کدورتی بود که چندان به هم نزدیک نمی‌شدیم؛ ولی چون اینجا موقع کار بود کدورت به کلی زایل گردید. پس از صرف چای گفتند سردار اسعد از قاسم‌آباد به قره تپه آمده که از سپهدار دیدن نماید. یپرم گفت خوب است من و شما هم برویم قره تپه با سردار اسعد ملاقات کنیم. پس فوراً هردو نفر جلودار سوار شده از رزکان به قره تپه رفتیم و وقتی رسیدیم که سپهدار و سردار اسعد مشغول صحبت بودند. سپهدار ما را به سردار اسعد معرفی کرد و گفت این دو نفر در همه جا مقدمه الجیش و فاتحین ما هستند. هردو تعارفی گرم به من و یپرم نمودند. در این حین معزالسلطان وارد شد. مذاکره فقط راجع به حرکت به سمت تهران بود، در همین مجلس قرار بر این شد که صبح زود من و یپرم با دویست نفر دسته خود حرکت و از راهی که سپهدار به ما بلد می‌دهد به فیروز بهرام برویم و آنجا بمانیم تا اردوی بختیاری و بقیه مجاهدین برسند.